# Штикан Лідія Петрівна
Лідія Петрівна Штикан (нар. 26 червня 1922, Петроград, Російська СФРР — пом. 11 червня 1982, Перм, РРФСР, СРСР) — радянська акторка театру і кіно. Народна артистка РРФСР (1967). Одна з найяскравіших артисток театрального Ленінграда 1950-1970-х років.

## Біографія
Народилася 26 червня 1922 року в Петрограді. У роки німецько-радянської війни була медсестрою на фронті.
Закінчила Ленінградський театральний інститут імені О. М. Островського в 1948 році, куди була зарахована ще до війни, в 1940 році. Педагогами Лідії Штикало були Микола Серебряков та Василь Меркур'єв. Акторську діяльність розпочала ще студенткою театрального інституту на сцені БДТ імені М. Горького. Все життя перебувала в трупі ЛАТД імені А. С. Пушкіна.
Акторка складного драматичного темпераменту і тонкої сценічної форми, Штикало чудово володіла нюансами настроїв, любила загострювати сценічні лінії образів. Однією з удач стало виконання ролі Бланш у виставі Леоніда Вів'єна та Антоніна Даусона «Гравець» у 1956 році. Грала в спектаклях Рафаїла Сусловича «Дванадцята годину» (1959), Леоніда Вів'єна та Володимира Еренберга «Друзі і роки» (1961).
Померла 11 червня 1982 року на 60-му році життя під час гастролей театру в Пермі. Похована в селищі Комарово.

## Нагороди
- Медаль «За оборону Ленінграда» (03.07.1943), серія та № уд. О 29351[1]
- Медаль «У пам'ять 250-річчя Ленінграда» (1957)
- Заслужена артистка РРФСР (1958)
- Народна артистка РРФСР (1967)

## Творчість

#### Ленінградський академічний театр драми ім. О.С.Пушкіна
- 1948 — «Підступність і кохання» Фрідріха Шиллера — Луїза Міллер
- 1948 — «Школа злословия» Річарда Шерідана — леді Тізл
- 1949 — «Борис Годунов» Олександра Пушкіна — Марина Мнішек
- 1951 — «Дванадцята ніч» Вільяма Шекспіра — Олівія
- 1952 — «Пігмаліон» Б. Шоу — Еліза Дулітл
- 1954 — «Годы странствий» А. Н. Арбузова — Люся Ведернікова
- 1956 — «Игрок» Ф. М. Достоєвського — Бланш Дюбуа
- 1959 — «Смерть коммивояжёра» А. Миллера — міс Форсайт
- 1960 — «Изюминка на солнце» Л. Генсбері — Беніта Янгер
- 1961 — «Потерянный сын» А. Н. Арбузова — Черьомушкіна Анна Трофимівна
- 1961 — «Друзья и годы» Л. Г. Зоріна — Надія
- 1963 — «Перед заходом солнца» Г. Гауптмана — Беттіна
- 1965 — «Скандальна подія в Брікміллі» Дж. Б. Прістлі — Делія Мун
- 1968 — «Жизнь Сент-Экзюпери» Л. А. Малюгина — графиня Шаховська
- 1970 — «Мария» А. Д. Салинського — Олена Федотівна
- 1974 — «Пригоди Чичикова, або Мертві душі» по Н. В. Гоголю — Коробочка
- 1976 — «Діти сонця» М. Горького — Антонівна
- 1978 — «Аеропорт» А. Гейлі — Ада Квонсетт
- 1978 — «Іванов» А. П. Чехова — Авдотья Назарівна
- 1978 — «Плоды просвещения» Л. Н. Толстого. Режисер В. Голіков — Товста бариня

### Фільмографія
- Жила-була дівчинка (1944) — Тоня Ватрушкіна, листоноша
- Мусоргський (1950) — Олександра Пургольд
- Ми з вами десь зустрічалися (1954) — телеграфістка на пошті
- Дорога моя людина (1958) — Люба, сестра Віри, лікарка
- У місті С. (1967) — Віра Йосипівна Туркіна
- Подія, якого ніхто не помітив (1967) — Ніна Сергіївна, касирка
- Зелена карета (1967) — Олександра Єгорівна Асенкова, мати Вари, російська акторка
- Скажені гроші (1968), телеспектакль — Чебоксарова Надія Антонівна
- Мама вийшла заміж (1969) — продавчиня в кафе
- Холодно — гаряче (1971) — Єлизавета Олексіївна, мати Віри
- Царевич Проша (1974) — придворна дама
- Крок назустріч (1975) — працівниця універсаму (новела «Всього за 30 копійок»)

## Родина
- Чоловік (з 1945 року) — Микола Олександрович Боярський (10.12.1922-07.10.1988), актор театру і кіно; народний артист РРФСР (1977), учасник німецько-радянської війни .
  - Син — Олег Штикало (нар. 18.11.1945).
  - Дочка — Катерина Боярська, театрознавиця, літераторка, авторка книги «Театральна династія Боярських».
    - Племінник — Олександр Боярський (10.07.1938-08.09.1980), актор театру і кіно. Дружина — Ольга Разумовська, акторка театру і кіно.
      - Внучата племінниця — Ельга Боярська (рід. 1977).

    - Племінник — Михайло Боярський (нар. 26.12.1949), актор, співак, музикант; народний артист РРФСР (1990). Дружина (з 1977 року) — Лариса Регінальдовна Луппіан (нар. 26.01.1953), акторка театру і кіно; народна артистка Росії (1999).
      - Внучатий племінник — Сергій Боярський (нар. 24.01.1980), актор театру і кіно, депутат Державної Думи від партії «Єдина Росія», музикант, бізнесмен. Дружина (з 1998 року) — Катерина Сергіївна Боярська (нар. 28.11.1978).
        - Правнучка — Катерина Боярська (нар. 28.11.1998).
        - Правнучка — Олександра Боярська (нар. 27.05.2008).

      - Внучата племінниця — Єлизавета Боярська (рід. 20.12.1985), акторка, заслужена артистка Росії (2018). Чоловік (з 2010 року) — Максим Матвєєв (нар. 28.07.1982), актор, заслужений артист РФ (2018).
        - Правнук — Андрій Боярський (нар. 07.04.2012).